# یواس‌اس ناوا (ای‌ام-۲۵۶)
یواس‌اس ناوا (ای‌ام-۲۵۶) (به انگلیسی: USS Knave (AM-256)) یک کشتی بود که طول آن ۱۸۴ فوت ۶ اینچ (۵۶٫۲۴ متر) بود. این کشتی در سال ۱۹۴۳ ساخته شد.